# Epidendrum appendiculatum
Epidendrum appendiculatum är en orkidéart som beskrevs av Tamotsu Hashimoto. Epidendrum appendiculatum ingår i släktet Epidendrum och familjen orkidéer.
Artens utbredningsområde är Peru. Inga underarter finns listade i Catalogue of Life.